# Willow Springs (Missouri)
Pour les articles homonymes, voir Willow Springs.
La ville de Willow Springs est située dans le comté de Howell, dans l’État du Missouri, aux États-Unis. Sa population s’élevait à 2 184 habitants lors du recensement de 2010, estimée à 2 120 habitants en 2017. Willow Springs se trouve dans les monts Ozarks.

## Histoire
Willow Springs a été établie sur un site où se trouvait une source (spring) entourée de saules (willows).

## Démographie
| Groupe            | Willow Springs | Missouri | États-Unis |
| ----------------- | -------------- | -------- | ---------- |
| Blancs            | 96,1           | 82,8     | 72,4       |
| Métis             | 2,2            | 2,1      | 2,9        |
| Asiatiques        | 0,7            | 1,6      | 4,8        |
| Autres            | 0,5            | 1,5      | 6,4        |
| Amérindiens       | 0,4            | 0,5      | 0,9        |
| Afro-Américains   | 0,1            | 11,6     | 12,6       |
| Total             | 100            | 100      | 100        |
|                   |                |          |            |
| Latino-Américains | 2,1            | 3,6      | 16,4       |

Selon l'American Community Survey, pour la période 2011-2015, 97,26 % de la population âgée de plus de 5 ans déclare parler l'anglais à la maison, 2,16 % l’espagnol et 0,58 % une autre langue.

## Source
- (en) Cet article est partiellement ou en totalité issu de l’article de Wikipédia en anglais intitulé « Willow Springs, Missouri » (voir la liste des auteurs).

1. ↑  Eaton, David Wolfe, How Missouri Counties, Towns and Streams Were Named, The State Historical Society of Missouri, 1916, 176 p. (lire en ligne).
2. ↑  (en) « Willow Springs, MO Population - Census 2010 and 2000 », sur censusviewer.com.
3. ↑  (en) « Population of Missouri - Census 2010 and 2000 », sur censusviewer.com.
4. ↑  (en) « Language spoken at home by ability to speak English for the population 5 years and over », sur factfinder.census.gov (consulté le 20 mars 2017).